# Kammerwahl in Luxemburg 2018/Umfragen und Prognosen
Dieser Artikel stellt Umfragen und Prognosen zur Kammerwahl 2018 dar.

## Sonntagsfrage
| Datum           | Quelle          | CSV  | LSAP | DP   | Greng | ADR | Lenk | PPLU | PID | KPL | Sonst. |
| --------------- | --------------- | ---- | ---- | ---- | ----- | --- | ---- | ---- | --- | --- | ------ |
| November 2017   | Ifop            | 39   | 15   | 13   | 13    | 8   | 6    | 3    | 1   | 1   | 1      |
| Kammerwahl 2013 | Kammerwahl 2013 | 33,7 | 20,3 | 18,3 | 10,1  | 6,6 | 4,9  | 2,9  | 1,7 | 1,4 | –      |

### Sitzprognosen
- Lénk: 3
- LSAP: 9
- Gréng: 7
- DP: 10
- CSV: 26
- ADR: 5

| Datum           | Quelle          | CSV | LSAP | DP  | Greng | ADR | Lenk | KPL |
| --------------- | --------------- | --- | ---- | --- | ----- | --- | ---- | --- |
| Juni 2018       | TNS             | 26  | 9    | 10  | 7     | 5   | 3    | –   |
| Dezember 2017   | TNS             | 27  | 10   | 010 | 6     | 4   | 3    | –   |
| Mai 2017        | TNS             | 29  | 10   | 09  | 6     | 3   | 3    | –   |
| Dezember 2016   | TNS             | 28  | 10   | 10  | 6     | 3   | 3    | –   |
| Juni 2016       | TNS             | 27  | 10   | 07  | 7     | 6   | 3    | –   |
| Januar 2016     | Tageblatt       | 27  | 10   | 08  | 6     | 5   | 3    | 1   |
| Januar 2015     | TNS             | 27  | 11   | 010 | 6     | 3   | 3    | –   |
| Kammerwahl 2013 | Kammerwahl 2013 | 23  | 13   | 13  | 6     | 3   | 2    | –   |

## Sonntagsfrage nach Wahlbezirk
Angabe in Prozent, in Klammern prognostizierte Anzahl der Sitze.

### Zentrum
| Datum           | Quelle          | CSV       | DP       | LSAP     | Greng    | ADR                  | Lenk                 | PPLU                 | PID                  | KPL                  |
| --------------- | --------------- | --------- | -------- | -------- | -------- | -------------------- | -------------------- | -------------------- | -------------------- | -------------------- |
| Juni 2018       | TNS             | 36.1 (9)  | 20.6 (5) | 11.8 (2) | 11.2 (2) | 8.6 (2)              | 5.4 (1)              |                      |                      |                      |
| Dezember 2017   | TNS             | 39.7 (9)  | 20.5 (5) | 12.5 (3) | 11.4 (2) | 5.3 (1)              | 6.2 (1)              | 3.2                  | 1.0                  | 0.2                  |
| Mai 2017        | TNS             | 41.8 (10) | 17.9 (3) | 12.1 (3) | 10.7 (2) | 6.9 (1)              | 6.5 (1)              | 3.1                  | 0.9                  | 0.0                  |
| Dezember 2016   | TNS             | 39.4 (9)  | 19.8 (5) | 13.5 (3) | 10.6 (2) | 6.2 (1)              | 6.3 (1)              | 2.8                  | 0.9                  | 0.5                  |
| Juli 2015       | Tageblatt       | 42.1 (10) | 19.4 (4) | 13.7 (3) | 9.6 (2)  | 14.2 (ADR 1; Lenk 1) | 14.2 (ADR 1; Lenk 1) | 14.2 (ADR 1; Lenk 1) | 14.2 (ADR 1; Lenk 1) | 14.2 (ADR 1; Lenk 1) |
| Januar 2015     | TNS             | 40.2 (9)  | 20.9 (5) | 14.7 (3) | 10.3 (2) | 13.9 (2)             | 13.9 (2)             | 13.9 (2)             | 13.9 (2)             | 13.9 (2)             |
| Kammerwahl 2013 | Kammerwahl 2013 | 35,3 (8)  | 25,0 (6) | 14,7 (3) | 10,5 (2) | 5,0 (1)              | 4,8 (1)              | 2,7                  | 1,2                  | 0,9                  |

### Osten
| Datum           | Quelle          | CSV      | DP       | LSAP     | Greng    | ADR      | Lenk | PPLU | PID | KPL |
| --------------- | --------------- | -------- | -------- | -------- | -------- | -------- | ---- | ---- | --- | --- |
| Juni 2018       | TNS             | 36.1     | 17.7     | 11.6     | 14.6     | 9.7      | 6.3  |      |     |     |
| Dezember 2017   | TNS             | 40.1 (3) | 16.9 (1) | 11.1 (1) | 13.0 (1) | 12.2 (1) | 2.8  | 2.2  | 1.5 | 0.2 |
| Mai 2017        | TNS             | 44.8 (4) | 14.2 (1) | 12.9 (1) | 12.8 (1) | 8.4      | 3.3  | 2.1  | 1.4 | 0.0 |
| Januar 2016     | Tageblatt       | 42.5 (3) | 11.5 (1) | 11.7 (1) | 11.7 (1) | 12.7 (1) | 3.9  | 6.0  | 6.0 | 6.0 |
| Juli 2015       | Tageblatt       | 41.0 (4) | 14.5 (1) | 12.1 (3) | 12.2 (2) | 10.3 (1) | 4.2  | 3.2  | 2.5 | 2.5 |
| Januar 2015     | TNS             | 40.9 (4) | 15.8 (1) | 13.2 (1) | 11.1 (1) | 9,2      | 9,8  | 9,8  | 9,8 | 9,8 |
| Kammerwahl 2013 | Kammerwahl 2013 | 36,9 (3) | 18,6 (2) | 14,6 (1) | 13,1 (1) | 8,7      | 3,1  | 2,7  | 1,6 | 0,8 |

### Norden
| Datum           | Quelle          | CSV       | DP       | LSAP     | Greng    | ADR  | PPLU | PID  | Lenk | KPL  |
| --------------- | --------------- | --------- | -------- | -------- | -------- | ---- | ---- | ---- | ---- | ---- |
| Juni 2018       | TNS             | 37.1      | 20.3     | 14.3     | 10.0     | 7.0  |      |      | 4.4  |      |
| Dezember 2017   | TNS             | 41.8 (5)  | 17.7 (2) | 14.8 (1) | 10.1 (1) | 5.5  | 3.2  | 2.3  | 4.4  | 0.2  |
| Mai 2017        | TNS             | 41.1 (5)  | 15.1 (2) | 14.3 (1) | 9.9 (1)  | 7.4  | 3.1  | 2.4  | 6.0  | 0.6  |
| Juni 2016       | TNS             | 33,69 (4) | (1)      | 18,2 (2) | (1)      | 9,2  |      |      |      |      |
| Januar 2015     | TNS             | 40.2 (5)  | 18.5 (2) | 11.8 (1) | 10.3 (1) | 19.2 | 19.2 | 19.2 | 19.2 | 19.2 |
| Kammerwahl 2013 | Kammerwahl 2013 | 33,7 (4)  | 23,7 (2) | 17.2 (2) | 9,0 (1)  | 6,4  | 3,4  | 3,3  | 2,6  | 0,9  |

### Süden
| Datum           | Quelle          | CSV       | LSAP     | DP       | Greng    | ADR      | Lenk    | PPLU | KPL | PID |
| --------------- | --------------- | --------- | -------- | -------- | -------- | -------- | ------- | ---- | --- | --- |
| Juni 2018       | TNS             | 34.0 (9)  | 19.9 (5) | 10.5 (2) | 12.0 (3) | 9.3 (2)  | 7.3 (2) | 3.1  | 3.0 | 0.9 |
| Dezember 2017   | TNS             | 36.7 (10) | 20.6 (5) | 10.0 (2) | 10.7 (2) | 7.9 (2)  | 7.7 (2) | 3.0  | 2.2 | 1.1 |
| Mai 2017        | TNS             | 35.9 (10) | 20.4 (5) | 9.5 (2)  | 10.2 (2) | 10 (2)   | 7.3 (2) | 2.9  | 2.8 | 1.1 |
| Dezember 2016   | TNS             | 35.8 (10) | 20.1 (5) | 9 (2)    | 10.5 (2) | 10.4 (2) | 8 (2)   | 2.8  | 2.1 | 1.3 |
| Januar 2015     | TNS             | (9)       | (6)      | (2)      | (2)      | (2)      | (2)     |      |     |     |
| Kammerwahl 2013 | Kammerwahl 2013 | 32,2 (8)  | 25,2 (7) | 12,7 (3) | 9,8 (2)  | 7,5 (2)  | 5,7 (1) | 3,0  | 2,5 | 1,4 |

## Weitere Umfragen

### Umfragen zur bevorzugten Koalition
Die Prozentzahlen geben an, welcher Anteil an Befragten die potentielle Koalition gut findet, oder am meisten bevorzugen.
| Institut      | Datum | CSV LSAP | LSAP DP Greng Lenk | CSV DP | LSAP DP Greng | CSV Greng | CSV ADR | CSV (allein) | LSAP DP | LSAP Greng | DP Greng | Andere | Keine Angabe |
| ------------- | ----- | -------- | ------------------ | ------ | ------------- | --------- | ------- | ------------ | ------- | ---------- | -------- | ------ | ------------ |
| Juni 2018     | TNS   | 9        |                    | 11     | 13            | 18        | 3       | 3            | 3       | 4          | 4        | 12     | 19           |
| Dezember 2017 | TNS   | 11       |                    | 12     | 12            | 16        | 3       | 5            | 3       | 5          | 3        | 8      | 19           |
| November 2017 | Ifop  | 39       | 3                  | 34     | 35            | 37        | 19      |              |         |            |          |        |              |
| Dezember 2016 | TNS   | 13       |                    | 9      | 11            | 17        | 5       | 4            | 3       | 5          | 3        | 12     | 18           |